# Escultura do neoclassicismo

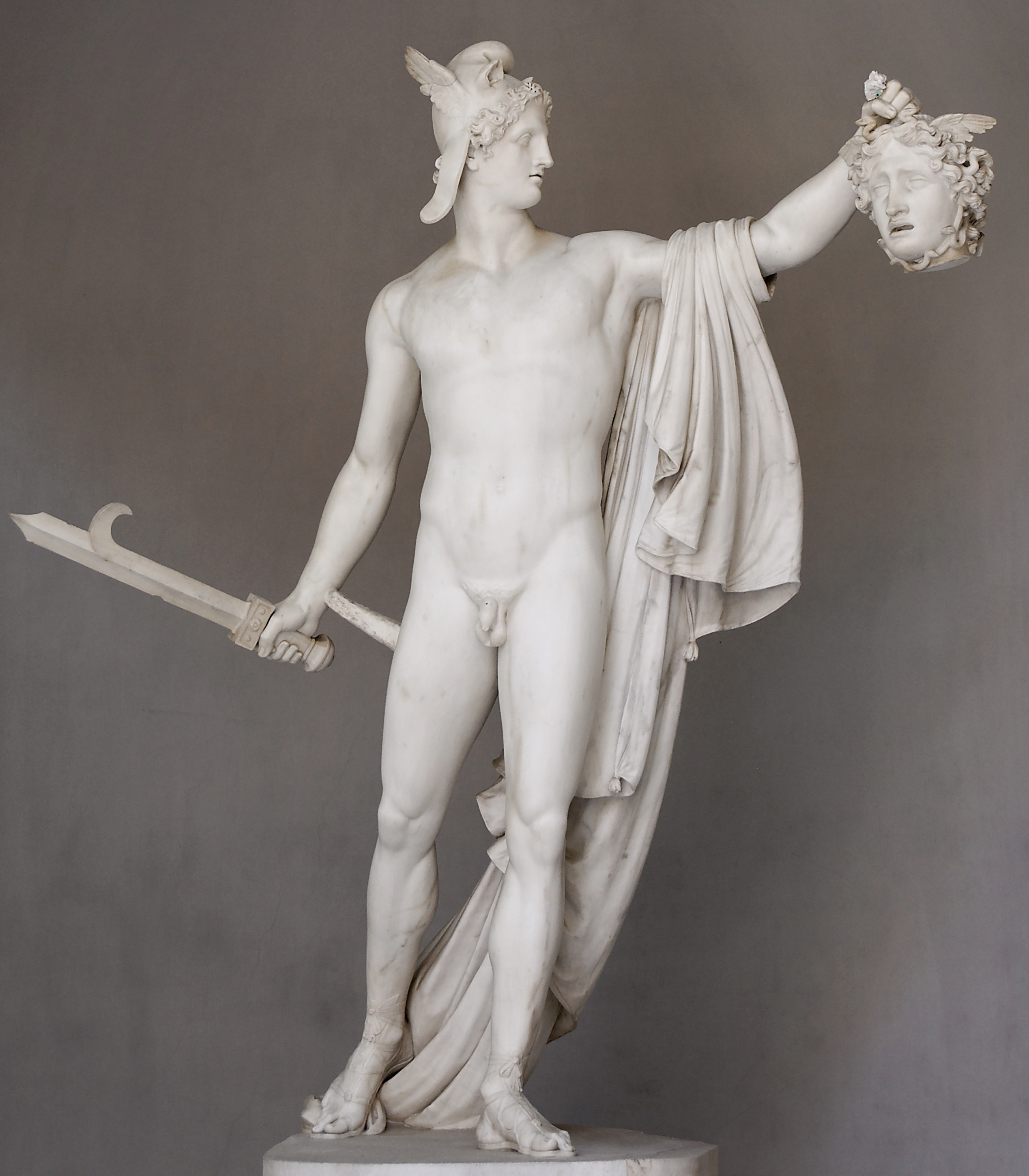
Antonio Canova: Perseu com a cabeça da Medusa, c. 1800, Museus Vaticanos

O Neoclassicismo foi uma corrente filosófica e estética de larga e influente difusão que se desenvolveu entre meados do século XVIII e meados do século XIX na Europa e nas Américas. Reagindo contra a frivolidade e decorativismo do Rococó, a escultura neoclássica inspirou-se na antiga tradição greco-romana, adotando princípios de ordem, clareza, austeridade, equilíbrio e propósito, com um fundo moralizante.

## Contexto histórico
Esta mudança floresceu amparada em duas vertentes principais: por um lado os ideais do Iluminismo, que tinham base no racionalismo, combatiam as superstições e dogmas religiosos, e enfatizavam o aperfeiçoamento pessoal e o progresso social com forte carga ética, e por outro, um crescente interesse científico pela antiguidade clássica que surgiu entre a comunidade acadêmica ao longo do século XVIII, estimulando escavações arqueológicas, a formação de importantes coleções públicas e privadas e a publicação de estudos eruditos sobre a arte e cultura antigas. A publicação de vários relatos detalhados e ilustrados de expedições por Robert Wood, John Bouverie, James Stuart, Robert Adam,  Giovanni Battista Borra e James Dawkins, e especialmente o tratado de Bernard de Montfaucon, L'Antiquite expliquee et representee en figures (10 volumes, Paris, 1719-24), fartamente ilustrado e com textos paralelos em línguas modernas e não apenas no latim como era o costume acadêmico, e o do Conde de Caylus, Recueil d'antiquites (7 volumes, Paris, 1752-67), o primeiro a tentar agrupar as obras segundo critérios de estilo e não de gênero, e abordando também as antigüidades celtas, egípcias e etruscas, contribuíram significativamente para a educação do público e um alargamento de sua visão do passado, estimulando uma nova paixão por tudo o que fosse antigo.
Acrescente-se a isso a descoberta de Herculano e Pompeia, uma grande surpresa entre os conhecedores e o público, e embora as escavações que começaram a ser realizadas nas ruínas em 1738 e 1748 não tenham encontrado obras-primas em arte, trouxeram para a luz uma quantidade de relíquias e artefatos que revelavam aspectos da vida cotidiana até então desconhecidos. E a chegada dos Mármores de Elgin a Londres em 1806 foi outro momento importante para a intelectualidade europeia, apesar das pesadas críticas a respeito de sua remoção arbitrária e predatória do Partenon e do reduzido interesse que os artistas demonstraram por eles num primeiro momento. 

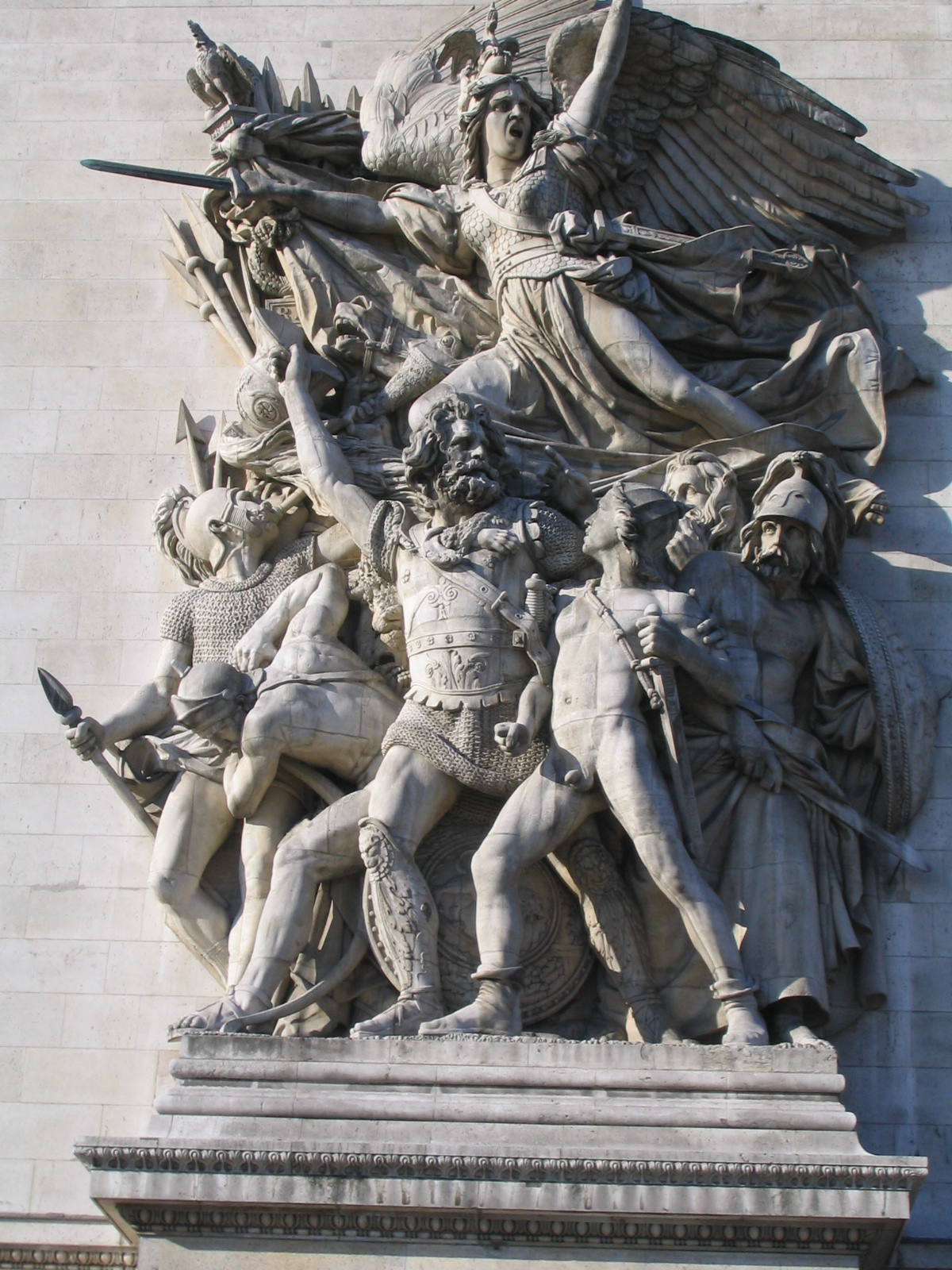
François Rude: A Marselhesa, 1833. Arco do Triunfo de Paris

Apesar de a arte clássica ser apreciada desde o Renascimento, o era de forma circunstancial e empírica, mas agora o apreço se construía sobre bases mais científicas, sistemáticas e racionais. Com essas descobertas e estudos começou a ser possível formar pela primeira vez uma cronologia da cultura e da arte dos gregos e romanos, distinguindo o que era próprio de uns e de outros, e fazendo nascer um interesse pela tradição puramente grega que havia, na época, sido ofuscada pela herança romana, ainda mais porque na época a Grécia estava sob domínio turco e por isso, na prática, era inacessível para os estudiosos e os turistas do Ocidente cristão. Os escritos de Johann Joachim Winckelmann, um erudito de grande influência especialmente entre os intelectuais italianos e alemães, incluindo Goethe, enalteceram ainda mais a escultura grega, e vendo nela uma "nobre simplicidade e tranquila grandeza", apelou a todos os artistas para que a imitassem, restaurando uma arte idealista que era despida de toda transitoriedade, aproximando-se do caráter do arquétipo.
Seu apelo não passou despercebido, e a história, literatura e mitologia antigas passaram a ser a fonte principal de inspiração para os artistas, ao mesmo tempo em que eram reavaliadas outras culturas e estilos antigos como o gótico e as tradições folclóricas europeias do norte, fazendo com que os princípios neoclássicos coexistissem mais tarde com os do Romantismo.
O movimento teve também conotações políticas, já que a origem da inspiração neoclássica era a cultura grega e sua democracia, e a romana com sua república, com os valores associados de honra, dever, heroísmo e patriotismo. Como consequência, o estilo neoclássico foi adotado pelo governo revolucionário francês, assumindo os nomes sucessivos de estilo Diretório, estilo Convenção e mais tarde, sob Napoleão, estilo Império, influenciando a Rússia. Nos Estados Unidos, no tumultuado processo de conquista de sua própria independência e inspirados no modelo da Roma republicana, o Neoclassicismo se tornou um padrão e foi conhecido como estilo Federal. Entretanto, desde logo o Neoclassicismo se tornou também um estilo cortesão, e em virtude de suas associações com o glorioso passado clássico, foi usado pelos monarcas e príncipes como veículo de propaganda para suas personalidades e feitos, ou para prover de belezas seus palácios num simples decorativismo, desvirtuando em parte seus propósitos moralizantes, ainda que a estética tenha se preservado, produzindo mesmo assim grandes obras.
O Neoclassicismo foi adotado também, logicamente, pelas academias oficiais de formação de artistas, consolidando o sistema acadêmico de ensino, ou Academismo, um conjunto de preceitos técnicos e educativos que se apoiavam nos princípios éticos e estéticos da antiguidade clássica e que logo se tornou a denominação para o estilo da sua produção, confundindo-se em larga medida com o puro Neoclassicismo 

## Características gerais

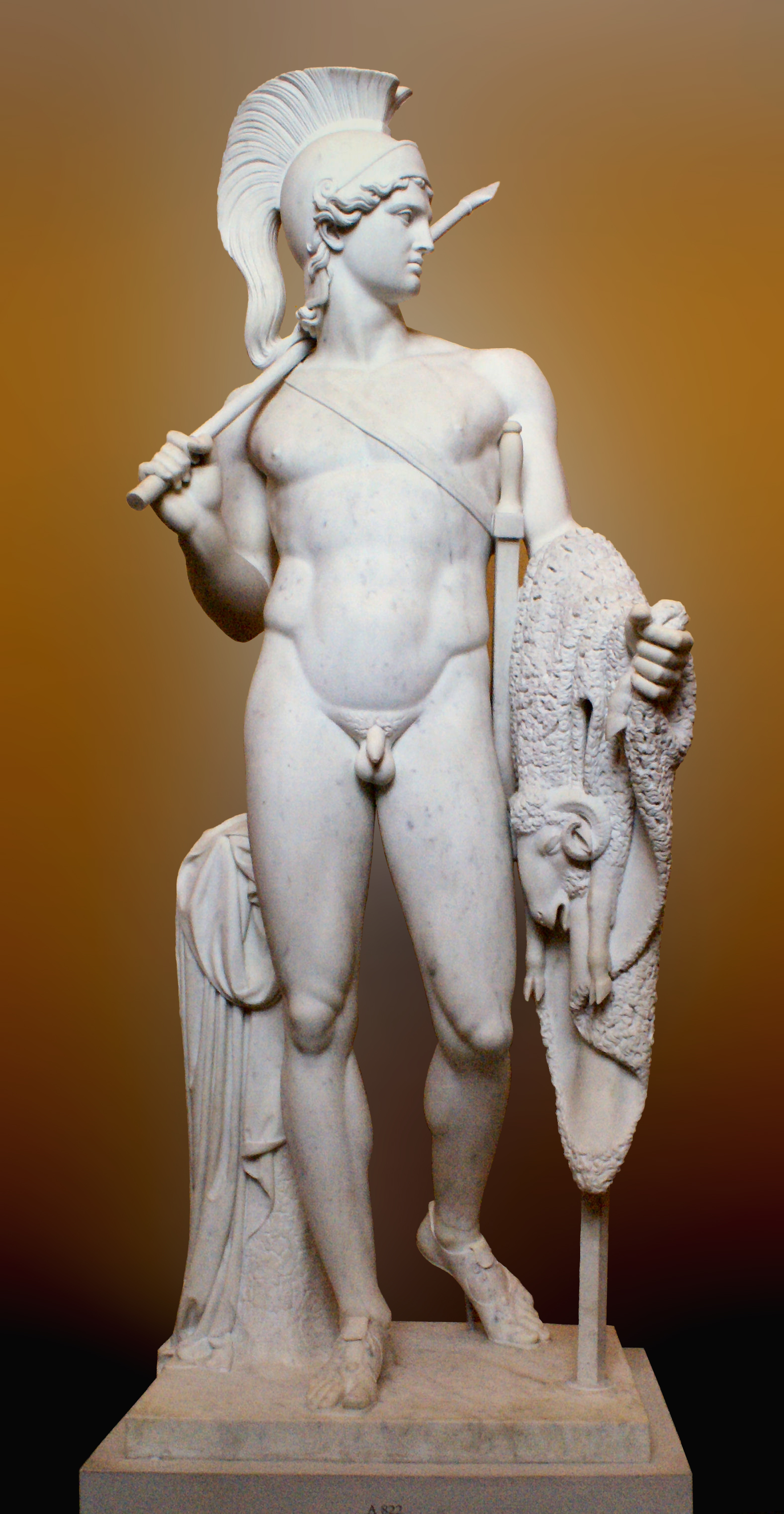
Bertel Thorvaldsen: Jasão e o Velo de ouro, 1803. Thorvaldsens Museum

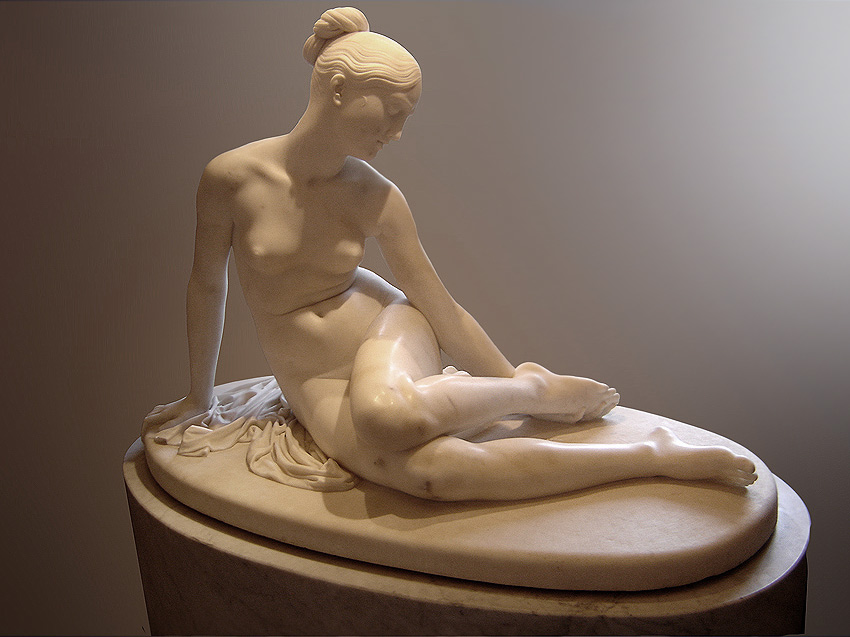
Lorenzo Bartolini: Ninfa picada por um escorpião, c. 1845. Louvre

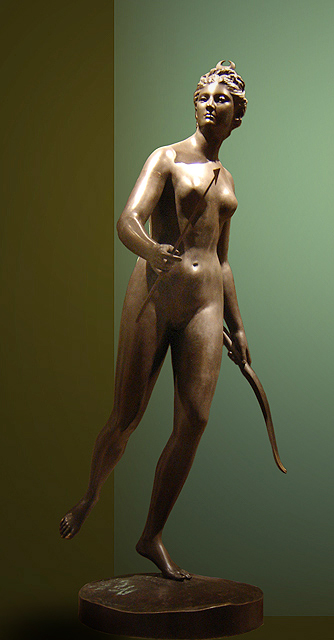
Jean-Antoine Houdon: Diana caçadora, 1790. Louvre

No terreno da escultura o impacto de novidade dos novos conhecimentos adquiridos foi menor do que nas outras artes, como a pintura e a arquitetura, pois os escultores já bebiam na fonte clássica deste o século XV, mas seus melhores resultados na reinterpretação da tradição greco-romana não deixaram de mostrar a mesma elevadíssima qualidade. A má interpretação da estética defendida por Wickelmann levou, porém, a artistas de menor gênio produzirem inúmeras obras com caráter de cópia servil dos modelos antigos, perdendo em vigor e contribuindo para atrair críticas para o movimento.
Em linhas gerais buscou-se evitar o extremo contorcionismo da estatuária barroca e predominaram as formas mais naturalistas, e o colorido de superfície foi praticamente abandonado de todo em favor da exposição completa do material constituinte da obra. A temática privilegiou a história e mitologia greco-romanas, com muitos elementos alegóricos e grande ênfase no nu, e a retratística enalteceu os homens públicos meritórios.
As obras mostravam em geral alto nível de equilíbrio formal, com uma expressividade circunspecta e raros momentos de drama. Canova foi o mais bem sucedido na exploração de uma ampla gama de sentimentos e de formas mais dinâmicas, passando da tranquila ingenuidade juvenil em peças como As três graças, até à violência desmedida no Hércules e Licas e no Teseu derrotando o centauro, e pesquisando outras regiões da emoção como o arrependimento, visível na patética Madalena penitente.
Dos materiais foram favorecidos o bronze e em especial o mármore branco, exatamente como na tradição antiga, mas, ao contrário de épocas anteriores, no Neoclassicismo o artista criador passou a empregar cada vez mais artífices auxiliares para realizarem a maior parte do trabalho técnico de transportar a forma para a pedra ou realizar a fundição a partir de um modelo de argila ou gesso que havia sido criado por ele, deixando que o mestre assumisse a escultura definitiva apenas em seus estágios finais de polimento e definição de detalhes, apesar de que esta fase seja de fato decisiva para obtenção do efeito final da obra e exija a perícia superior da mão do mestre, e com isso tenham-se desenvolvido diversas técnicas mais eficazes de reprodução das obras.

## Centros de difusão e principais representantes

### Itália
Winckelmann, em Roma, foi o centro de um círculo de artistas a quem induziu a produzirem em formas neoclássicas. Dentre eles estava Johan Tobias Sergel, um sueco que depois levou a novidade para o norte da Europa, e os ingleses Thomas Banks e Joseph Nollekens, que fizeram o mesmo na Inglaterra. Vivendo entre Paris, Carrara e Florença, Lorenzo Bartolini foi uma figura importante e protegido de Napoleão, mas quem dominou a cena foi Antonio Canova. Ele iniciou sua carreira como um rococó, mas foi dirigido para o Neoclassicismo por Gavin Hamilton e por Quatremère de Quincy, e acabou por se tornar conhecido e requisitado internacionalmente e fez de Roma, antes dele despovoada de escultores de gabarito, o centro de interesse para todos os estudantes desta arte em sua época. Foi o mais perfeito espelho dos ideais defendidos por Winckelmann. Seu tratamento do mármore, de extraordinário refinamento, sua pureza de linhas, a clareza das referências antigas, sua reverência sincera aos grandes escultores do passado, o vigor de suas composições, que ao mesmo tempo mostravam uma poesia delicada e abstrata, ao lado de seu caráter pessoal íntegro e bondoso, o tornaram um modelo para todos, e foi mestre direto de Antonio d'Este, Sir Richard Westmacott e John Gibson. Outros italianos são Giuseppe Angelini, Camilo Pacetti, Gaetano Monti, Benedetto Cacciatori, Carlo Albacini, Democrito Gandolfi, Pompeo Marchesi, Gennaro Cali e Carlo Finelli.

### Dinamarca
As ideias de Winckelmann chegaram também à Dinamarca e influenciaram o escultor Johannes Wiedewelt e o pintor Nikolaj Abraham Abildgaard, a quem Bertel Thorvaldsen deve boa parte de sua educação e a oportunidade de diversas encomendas, inclusive uma que lhe rendeu uma Medalha de Ouro na Real Academia de Belas Artes de Copenhagen e com ela a viagem a Roma, onde considerou ter renascido. Lá produziu seu Jasão, que foi grandemente admirado por Canova. Depois desta obra ele passou a ser requisitado por patronos de vários países, tornou-se diretor da Academia dinamarquesa, viajou a trabalho por boa parte da Europa e sucedeu ao próprio Canova em prestígio internacional. Herman Wilhelm Bissen e Jens Adolph Jerichau foram outros neoclássicos da Dinamarca.

### França
Na França o apoio aos ideais neoclássicos partiu diretamente dos círculos oficiais ligados à Academia de Belas Artes e ao próprio rei, e consolidou-se em cima de uma admiração à cultura antiga que existia desde a Renascença e persistiu mesmo durante o Barroco. Lenormant de Tournehem, Superintendente dos Edifícios do Rei, tinha poder sobre a Academia e aconselhado pelo Conde de Caylus a reformou em meados do século XVIII, indicando para mestres artistas que se alinhavam ao classicismo. Seu sucessor, o Marquês de Marigny, estabeleceu a praxe de prestigiar os temas históricos acima dos retratistas e o diretor seguinte, o Conde d'Angivillier, aumentou a dotação para aquisição de obras históricas, que deveriam tirar seus assuntos da tradição antiga.
Por outro lado, pensadores independentes como Diderot defendiam o princípio de que a arte deveria "tornar a virtude atraente e o vício odioso". Intimamente ligado aos revolucionários, o pintor David se tornou diretor da Academia e o chefe organizador dos festivais cívicos que se tornaram extremamente populares durante a Revolução, e que extraíam sua inspiração nitidamente de fontes pagãs antigas, com procissões e ritos cujo efeito sobre as massas era aumentado com o auxílio de uma profusão de pinturas e esculturas simbólicas. Com a ascensão de Napoleão ao poder imperial, e na Restauração Bourbon, as relações entre Neoclassicismo e o poder constituído se tornaram tensas e o estilo desvirtuou-se e assumiu uma feição propagandística e em muitos aspectos retrógrada, levando-o ao enfraquecimento e à dissolução dentro do Romantismo. Contudo, em seu período de maior vigor, teve em Houdon, Rude, Pigalle e Pajou ilustres representantes, incluindo o precursor Bouchardon, que mesmo florescendo no rococó aderiu a princípios neoclássicos.
Outros nomes que merecem ser lembrados são os de Joseph Chinard, Philippe-Laurent Roland, Robert Michel, Pierre Jean David, Jean-Baptiste Pigalle, George Rennie, Pierre-Nicolas Beauvallet, Louis Petitot, Claude Ramey, Jean-Jacques Pradier, François Jouffroy, Antoine-Louis Barye, Louis-Pierre Deseine, François-Joseph Bosio, Jean-Jacques Caffieri, Félix Lecomte e Jean-Louis Jaley.

### Estados Unidos
Nos Estados Unidos o Neoclassicismo desenvolveu-se mais tarde do que na Europa. O país somente ganhou sua independência em 1776, e até então não havia uma tradição artística solidamente estabelecida, mas o pensamento iluminista europeu era conhecido entre os círculos ilustrados e a imagem da antiga Roma republicana era inspiradora para a nova nação. Um dos primeiros introdutores da escultura neoclássica no Novo Mundo foi o francês Houdon, que a convite de Benjamin Franklin cruzou o Atlântico em 1785 para realizar uma estátua do presidente George Washington, a qual mais tarde foi copiada diversas vezes. Embora seja assinalada a presença do precursor William Rush no início do século XIX, o contexto nacional ainda não suportava um sistema de arte dispendioso capaz de produzir obras de vulto e que exigia grande infraestrutura técnica, e mesmo os monumentos públicos eram encomendados em sua maioria a estrangeiros.

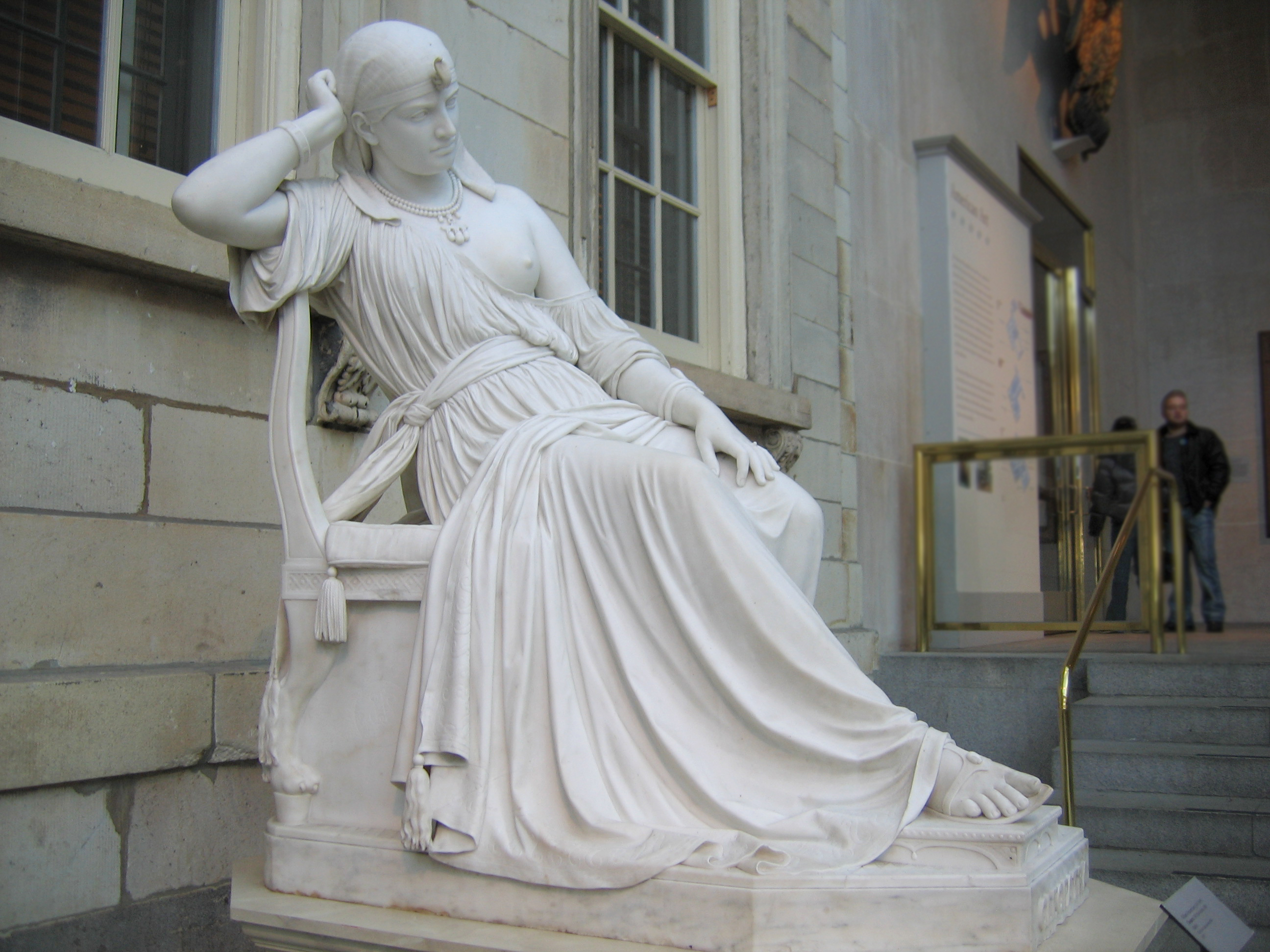
William Wetmore Story: Cleópatra, 1858-69. Metropolitan Museum of Art

Desta forma, foi a partir da década de 1820 que surgiu um grupo de escultores nativos de talento superior, e a maior parte deles se desloca para a Itália em busca de aperfeiçoamento, às vezes jamais voltando para sua terra natal. A Itália oferecia todo um pano de fundo histórico e cultural de irresistível interesse para os artistas, o ambiente era dinamizado pela existência de monumentos, ruínas e acervos inestimáveis e pela presença de mestres como Bartolini, Canova e Thorvaldsen, e as condições de trabalho eram infinitamente superiores do que no Novo Mundo, onde escasseavam tanto o mármore como assistentes capazes para auxiliarem o artista na complexa e laboriosa arte de esculpir na pedra e mesmo no bronze. Horatio Greenough foi o primeiro de uma leva de norte-americanos a se fixarem entre Roma e Florença. Depois dele vieram Hiram Powers, um dos mais bem sucedidos dentre todos, e Thomas Crawford, Randolph Rogers, Harriet Goodhue Hosmer, e sobretudo William Wetmore Story, que depois de 1857 assumiu a liderança da verdadeira colônia norte-americana que se havia criado em Roma, sendo uma referência para todos os recém-chegados. Apesar de sua permanência na Itália, o grupo continuou a ser celebrado em seu país, e suas conquistas artísticas recebiam contínua cobertura pela imprensa até a voga neoclássica se dissipar na América do Norte a partir da década de 1870. A esta altura os Estados Unidos já haviam sedimentado sua cultura e criado condições gerais para impulsionar uma produção escultórica local consistente e de alto nível, mas então a estética, a despeito de esta fase ser conhecida como a Renascença Americana e estar imbuída de muitas referências clássicas, já se direcionava para o Romantismo e assimilava diversos outros estilos em uma síntese revivalista eclética.

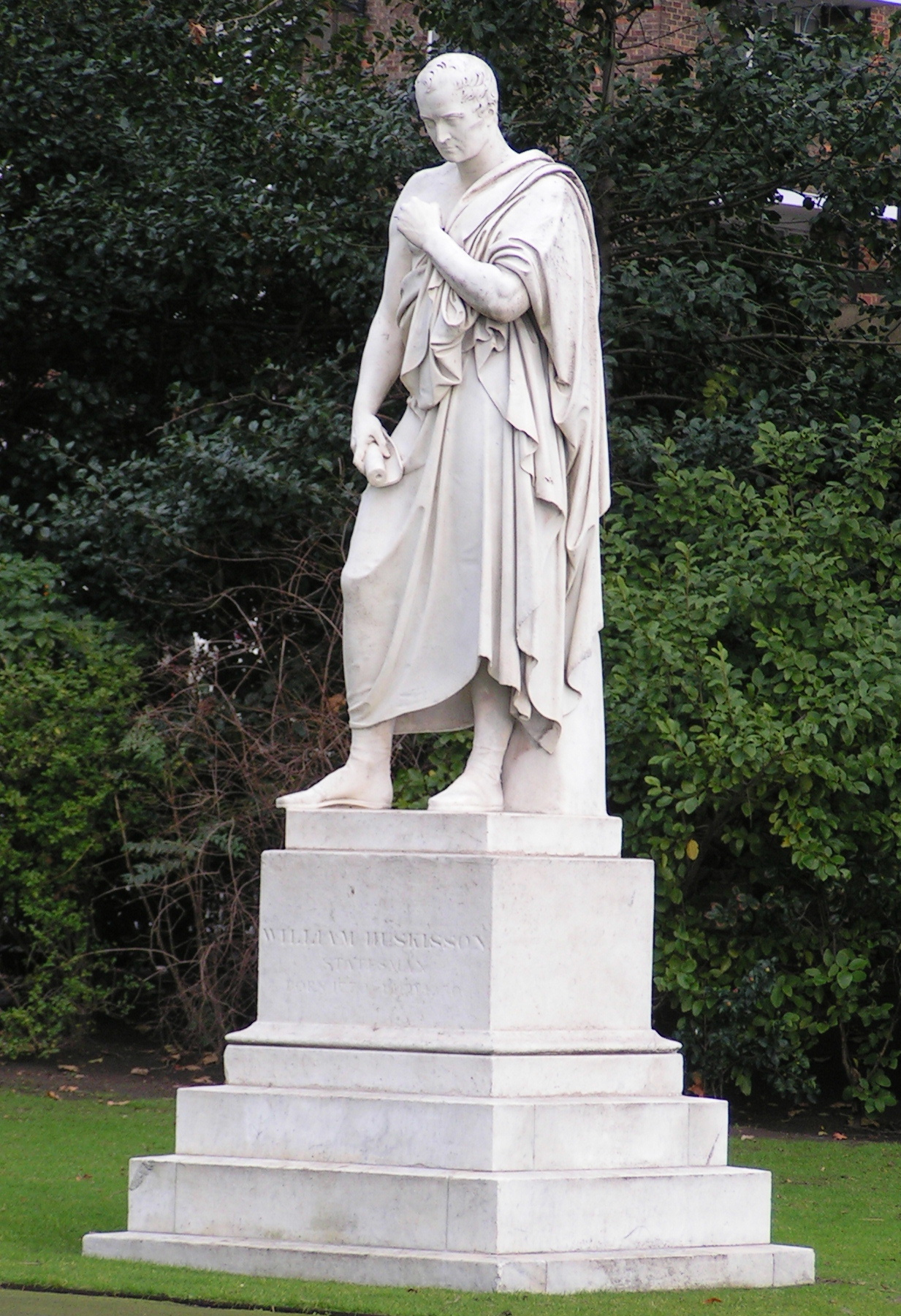
John Gibson: Monumento a William Huskisson, Pimlico Gardens, Londres

### Inglaterra
Na Inglaterra aos raízes do Neoclassicismo remontam ao século XVII, e foram plantadas pela arquitetura neo-Palladiana de Inigo Jones, mas o estilo só alcançaria o seu zênite no início do século seguinte, com os seguidores Lord Burlington, Colen Campbell e Sir William Chambers. Na escultura, contudo, frutos de vulto tardaram a aparecer. Um de seus primeiros expoentes foi Thomas Banks, que estudou em Roma, como diversos de seus conterrâneos também o fizeram, e ao voltar para Londres criou talvez a primeira peça inglesa no novo estilo, um relevo intitulado A morte de Germânico (1774). Ao lado de John Flaxman, que conquistou fama internacional, foi um dos líderes do movimento na ilha. Foram secundados por Sir Francis Chantrey, John Bacon, John Gibson, estimulado por Canova mas não seu aluno, e Sir Richard Westmacott, este sim discípulo do grande mestre italiano, e em seu retorno estabeleceu um atelier de grande prestígio, onde teve como alunos John Edward Carew e Musgrave Watson. Seu filho, Richard Westmacott, o Jovem, também foi escultor respeitado e seguiu de perto o estilo paterno. Joseph Nollekens foi outra grande figura, considerado o melhor retratista do final do século XVIII na Inglaterra. Já para meados do século XIX o Neoclassicismo inglês adquiriu mais liberdade formal, destacando-se John Henry Foley e Thomas Woolner, até que o movimento perde força com a penetração de influência romântica francesa a partir de 1875.

### Alemanha
Na Alemanha as ideias de Winckelmann tiveram imediata e entusiástica aceitação, e sua influência perdurou até meados do século XIX, em especial através da carreira de Johann Gottfried Schadow, a mais importante figura da região, estudando na Itália e assumindo, ao voltar, a chefia da Academia de Berlim e exercendo grande influência não apenas por suas esculturas mas também por seus tratados técnicos sobre a arte. Foi o pai do pintor Nazareno Friedrich Wilhelm Schadow e do também escultor Rudolph Schadow, que seguiu a mesma escola e deixou peças de qualidade. Outros nomes no centro da Europa são de Johann Heinrich von Dannecker, Christian Friedrich Tieck, Martin von Wagner, Konrad Eberhard, Julius Troschel, Wolf von Hoyer e especialmente Christian Daniel Rauch, que também estudou em Roma, participou dos círculos mais celebrados da cidade e mais tarde obteve consagração entre as cortes alemãs, recebendo honrarias da nobreza e produzindo inúmeros monumentos, onde se destaca um colossal, dedicado a Frederico II da Prússia, que é uma das maiores criações neste gênero no século XIX.

### Outros países
A influência do Neoclassicismo na escultura foi menos frutífera nos outros países da Europa, onde nomes de peso se tornam mais escassos. Mas merecem lembrança na Rússia Vasily Demut-Malinovsky, Ivan Martos e Fedot Shubin; na Espanha Manuel Tolsá, José Ginés de Aguirre, José Álvarez de Pereira y Cubero e José de Madrazo y Agudo, em Portugal Joaquim Machado de Castro e João José de Aguiar.

## Galeria

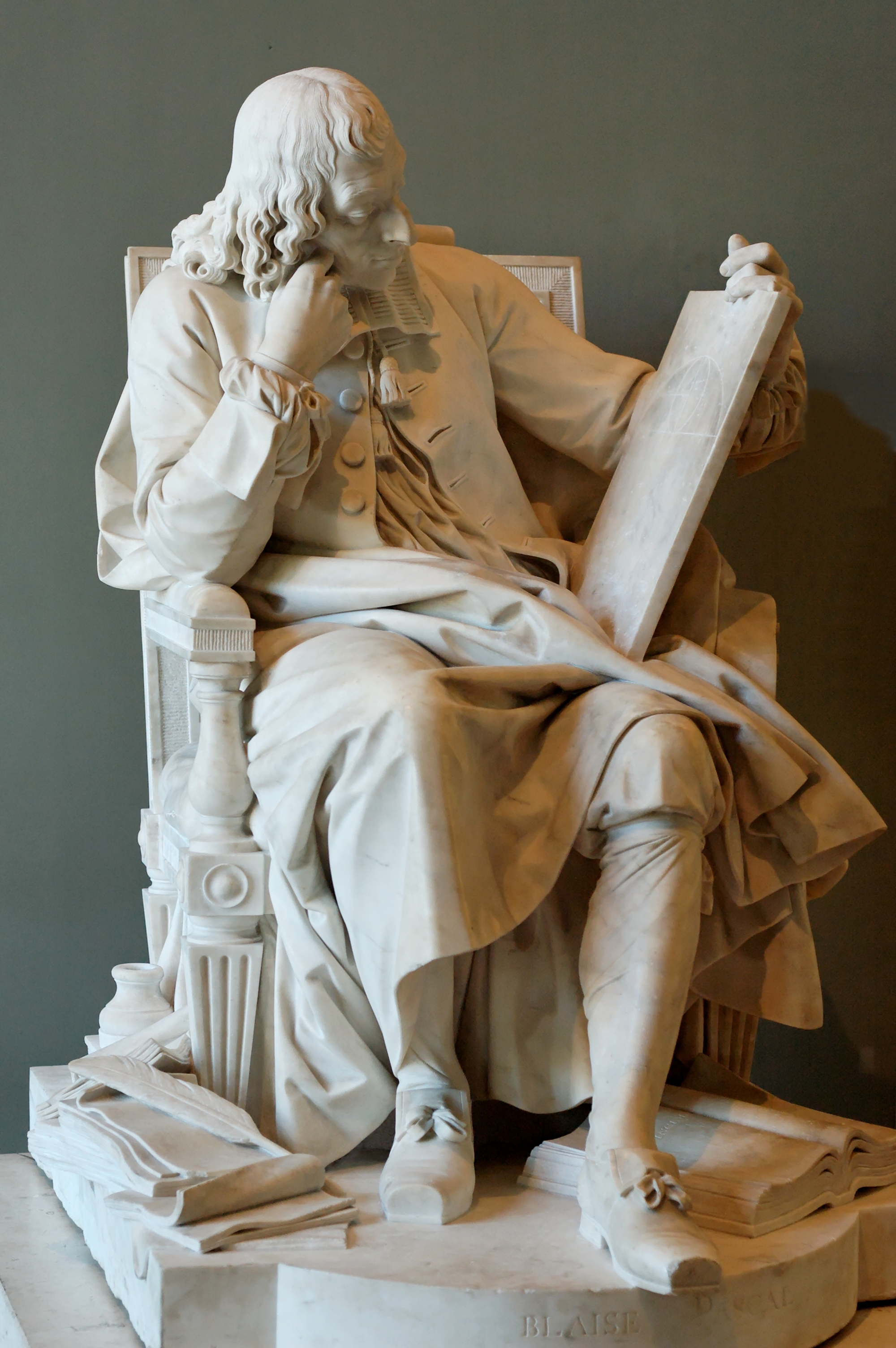
Augustin Pajou: Retrato de Blaise Pascal, 1775. Louvre
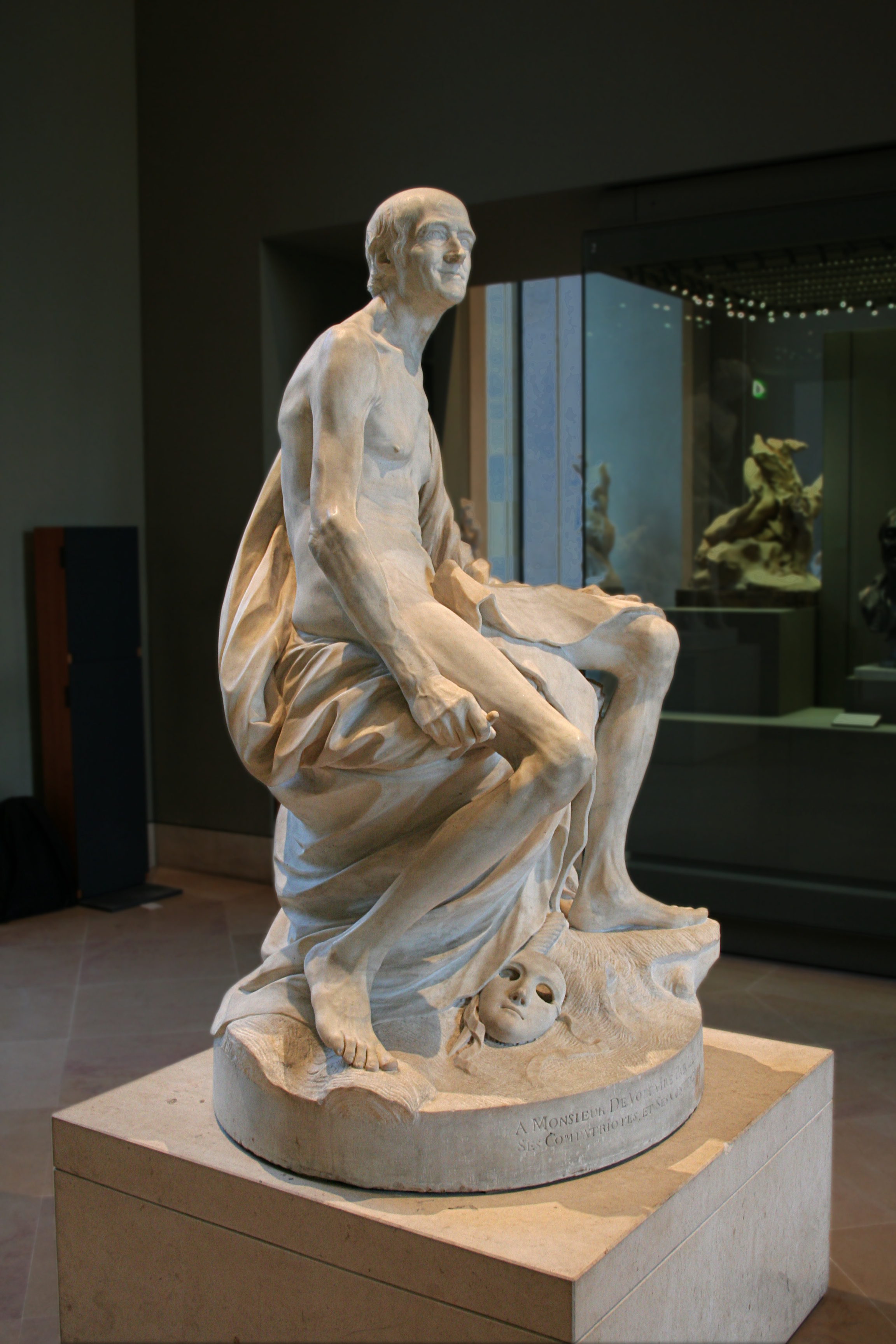
Jean-Baptiste Pigalle: Retrato de Voltaire, 1776. Louvre
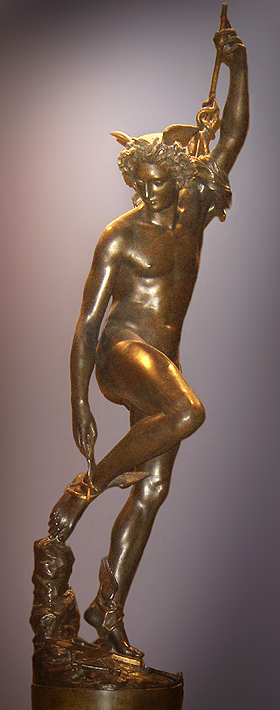
François Rude:Mercúrio atando suas sandálias, 1834. Louvre

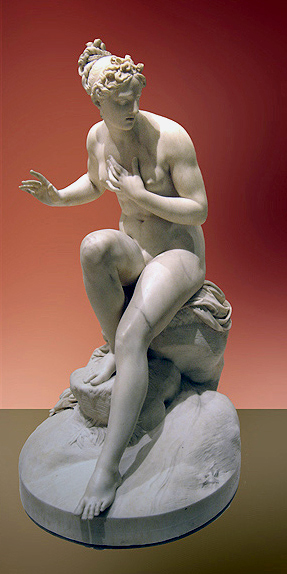
Pierre-Nicolas Beauvallet: Suzanne no banho, 1813. Louvre
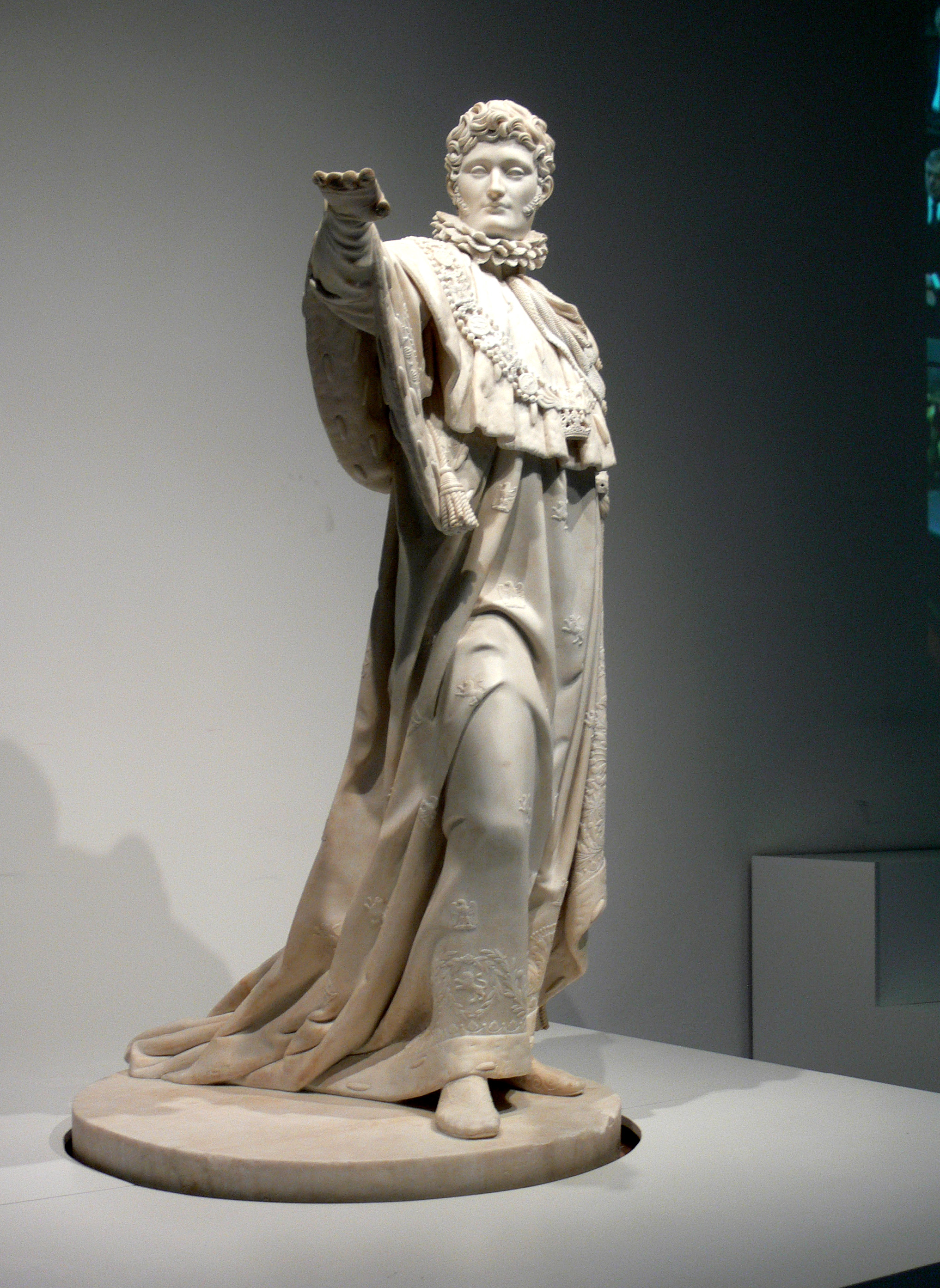
François-Joseph Bosio: Retrato de Jérome Bonaparte
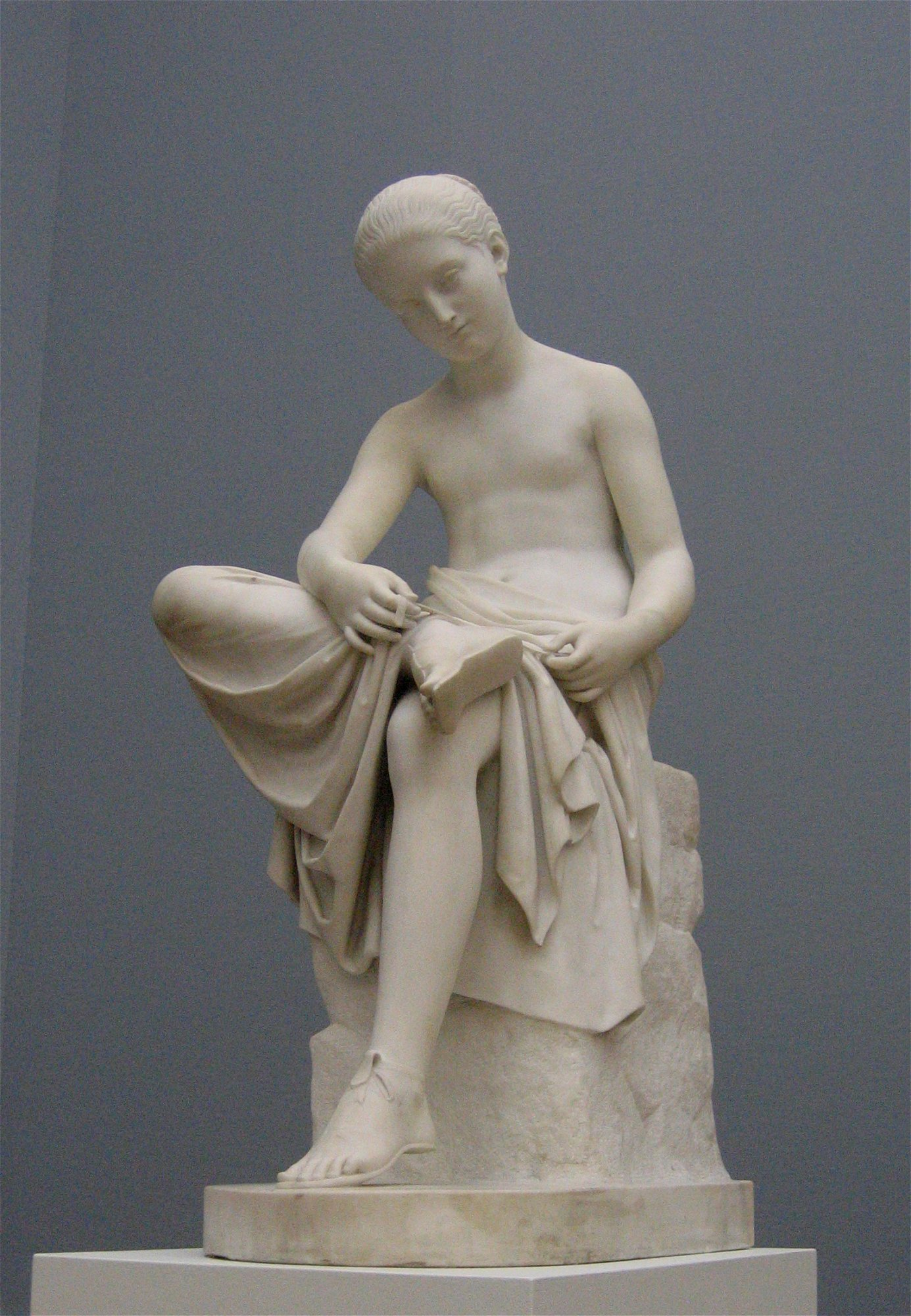
Rudolph Schadow: Menina atando as sandálias, 1817. Neue Pinakothek
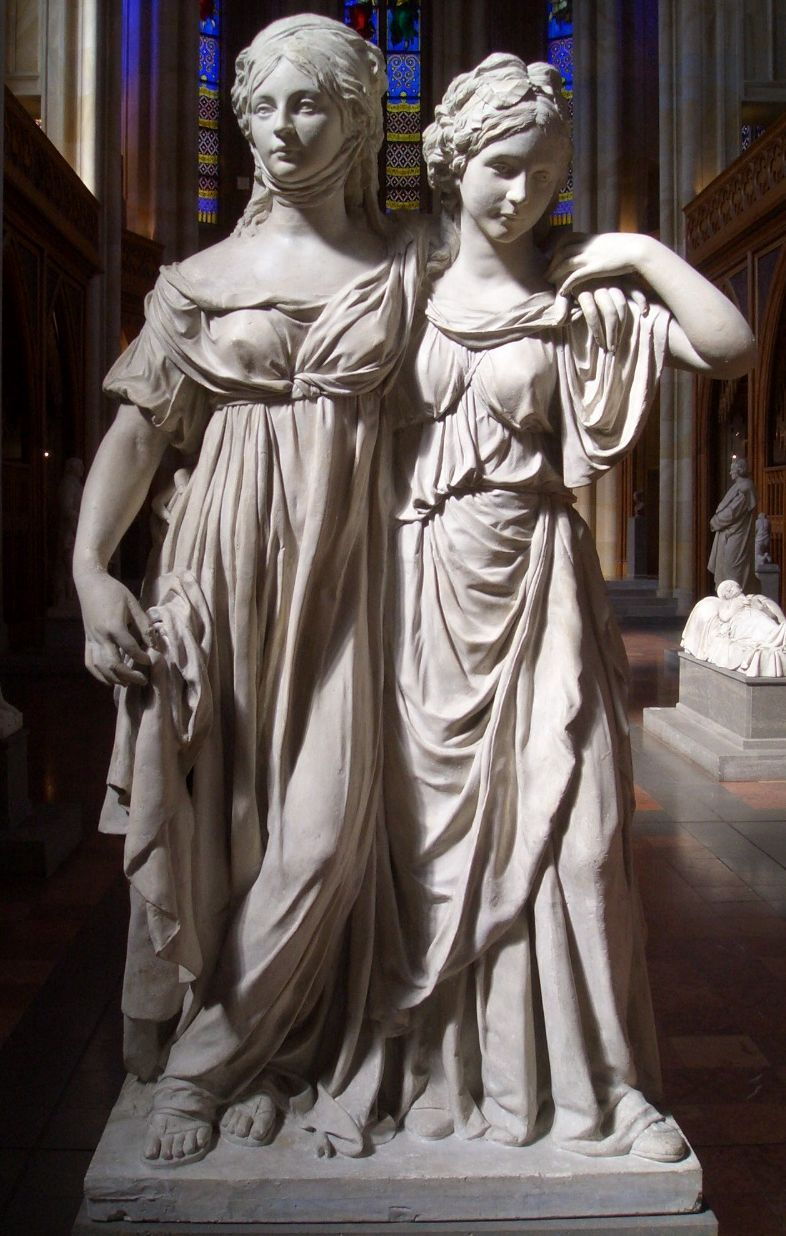
Johann Gottfried Schadow: As princesas Luise e Friederike von Mecklenburg-Strelitz, 1797. Alte Nationalgalerie

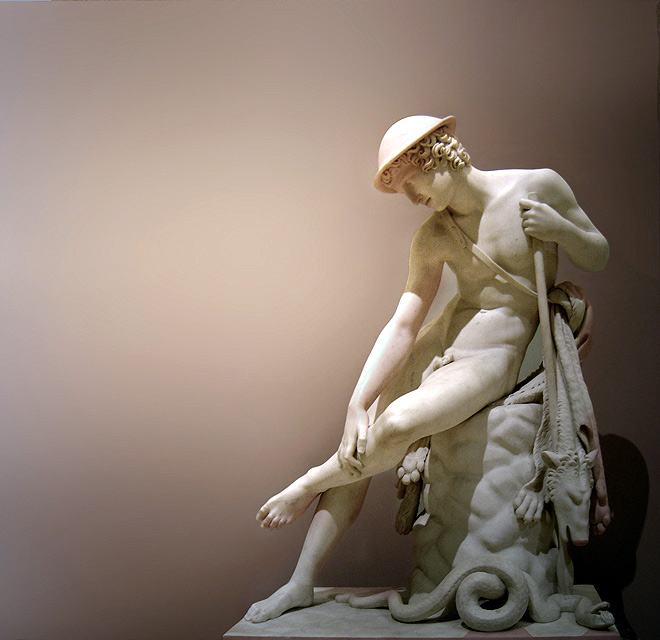
Louis Petitot: Jovem caçador picado por uma serpente, 1819. Louvre
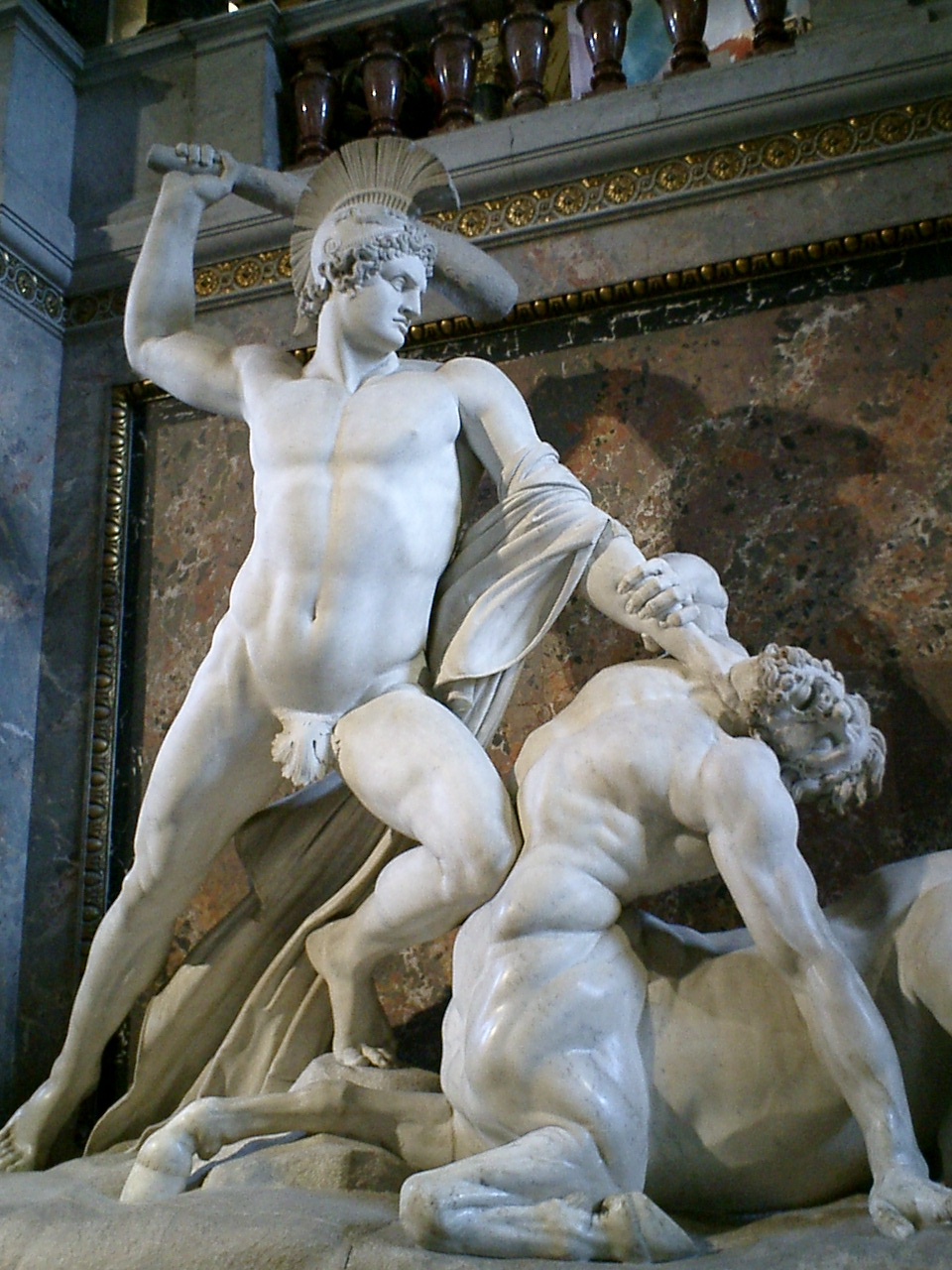
Antonio Canova: Teseu derrotando o centauro, 1805-1819. Kunsthistorisches Museum
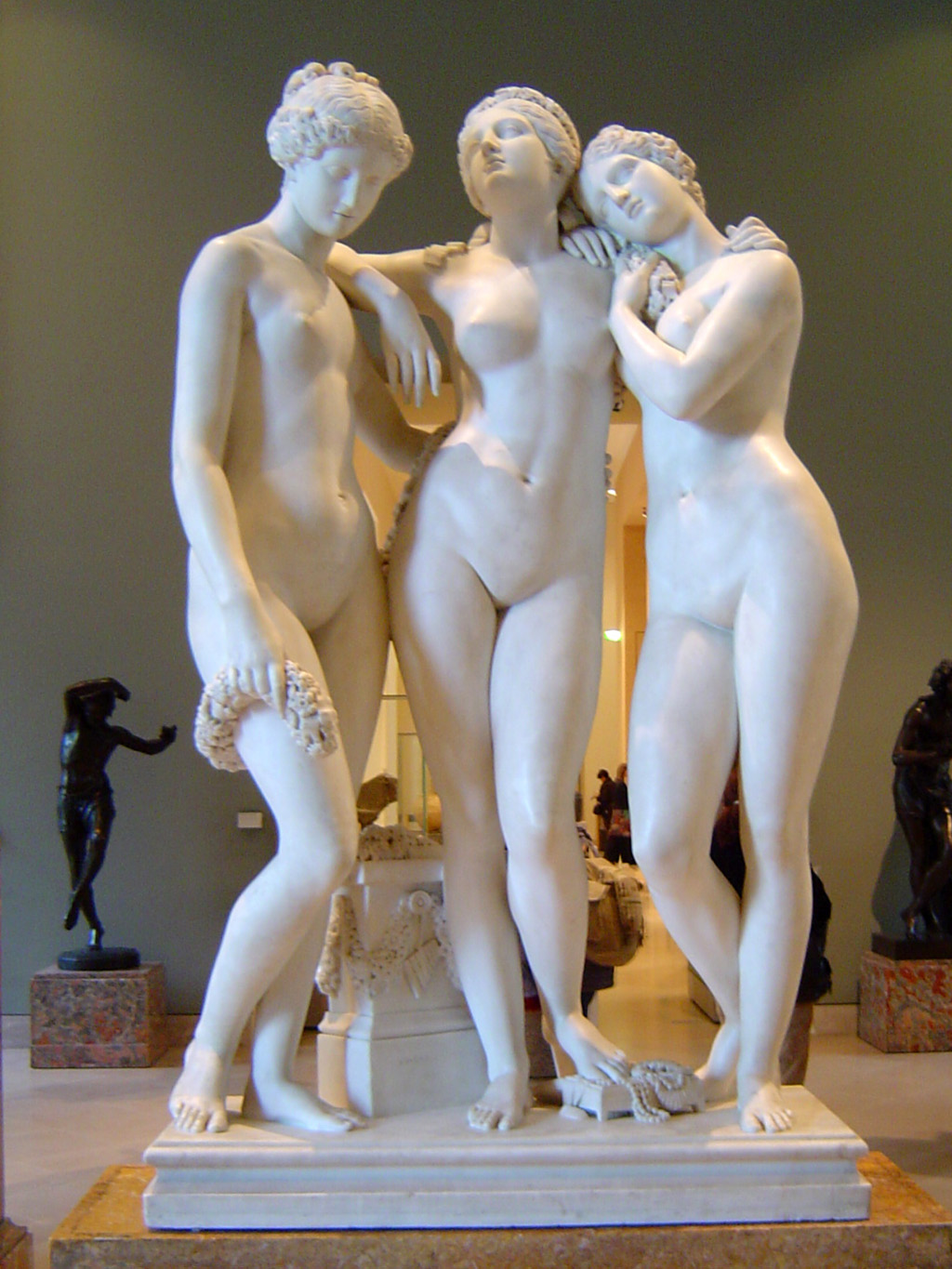
Jean-Jacques Pradier: As três Graças, 1825. Louvre
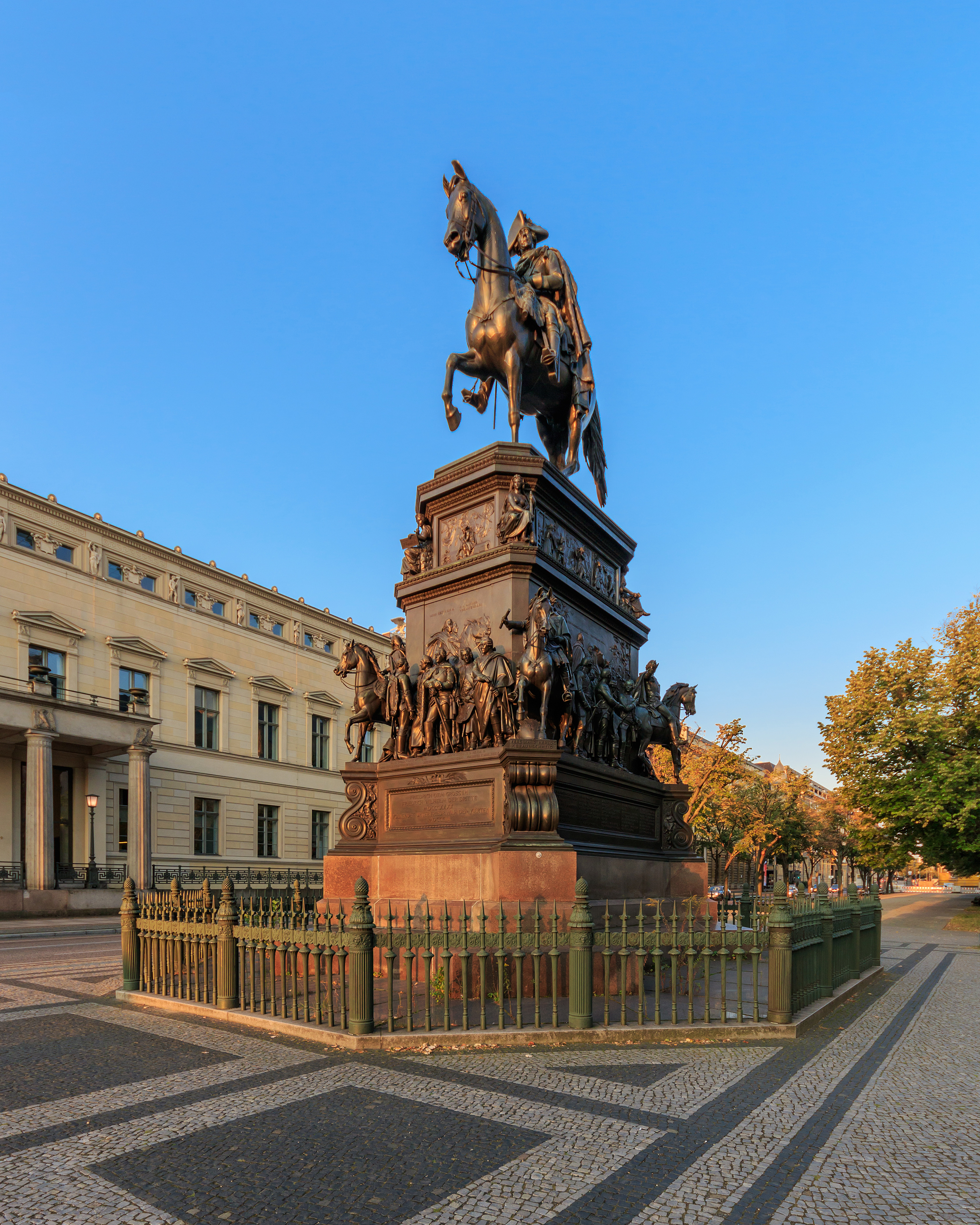
Christian Daniel Rauch: Monumento a Frederico II da Prússia, c. 1830. Berlim

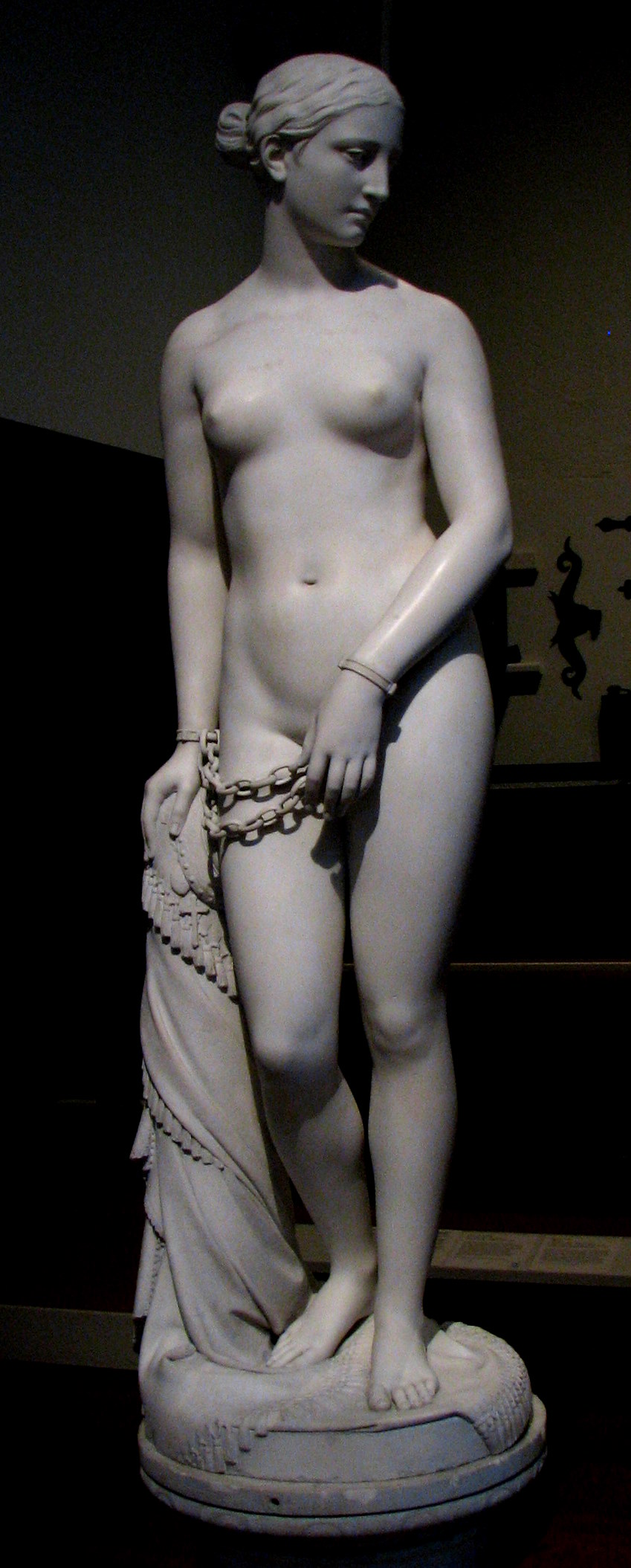
Hiram Powers: A escrava grega, cópia de 1851 de um original de 1844. Yale University Art Gallery
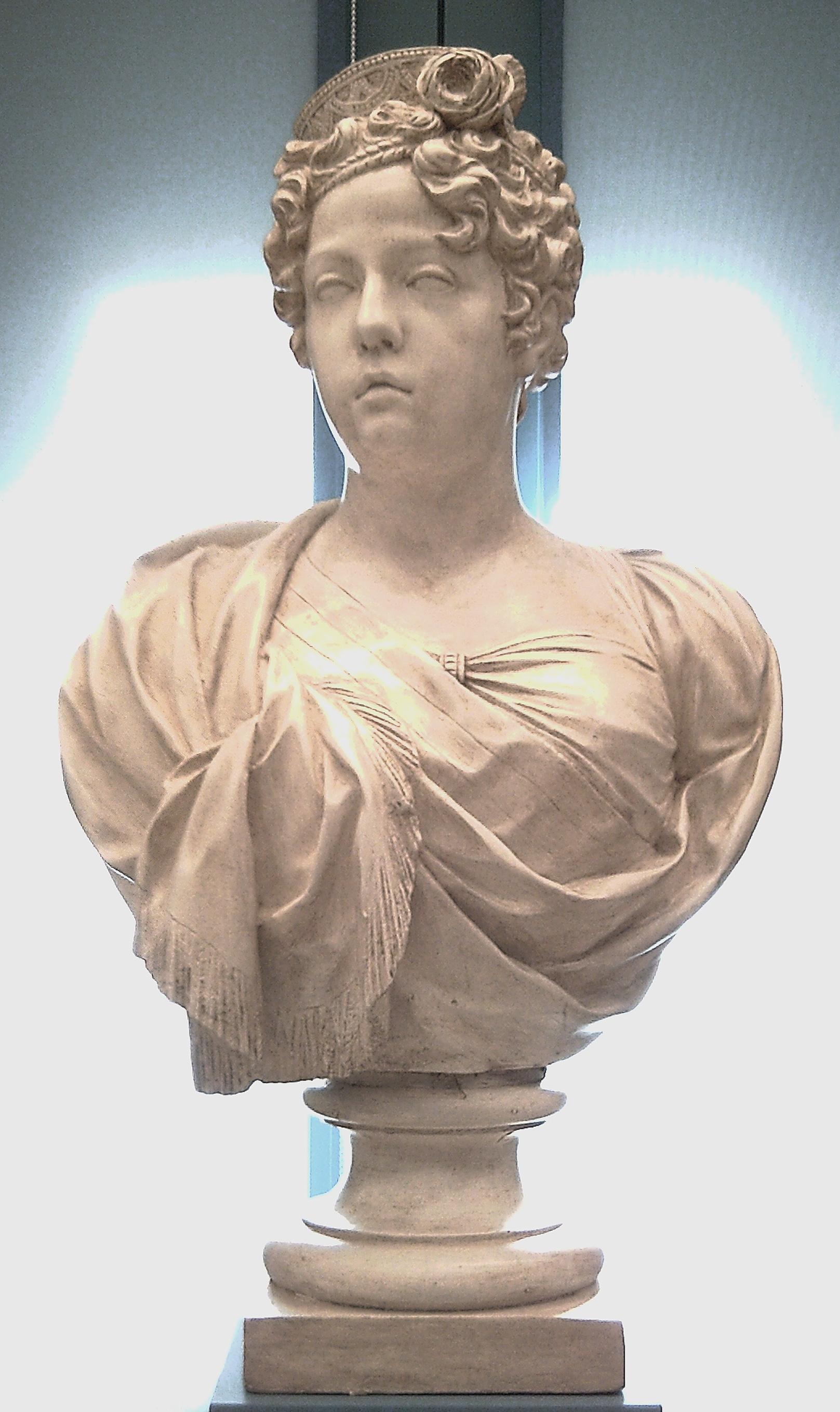
José Ginés de Aguirre: Busto da rainha Maria Isabel de Bragança, c. 1820. Real Academia de Belas-Artes de São Fernando
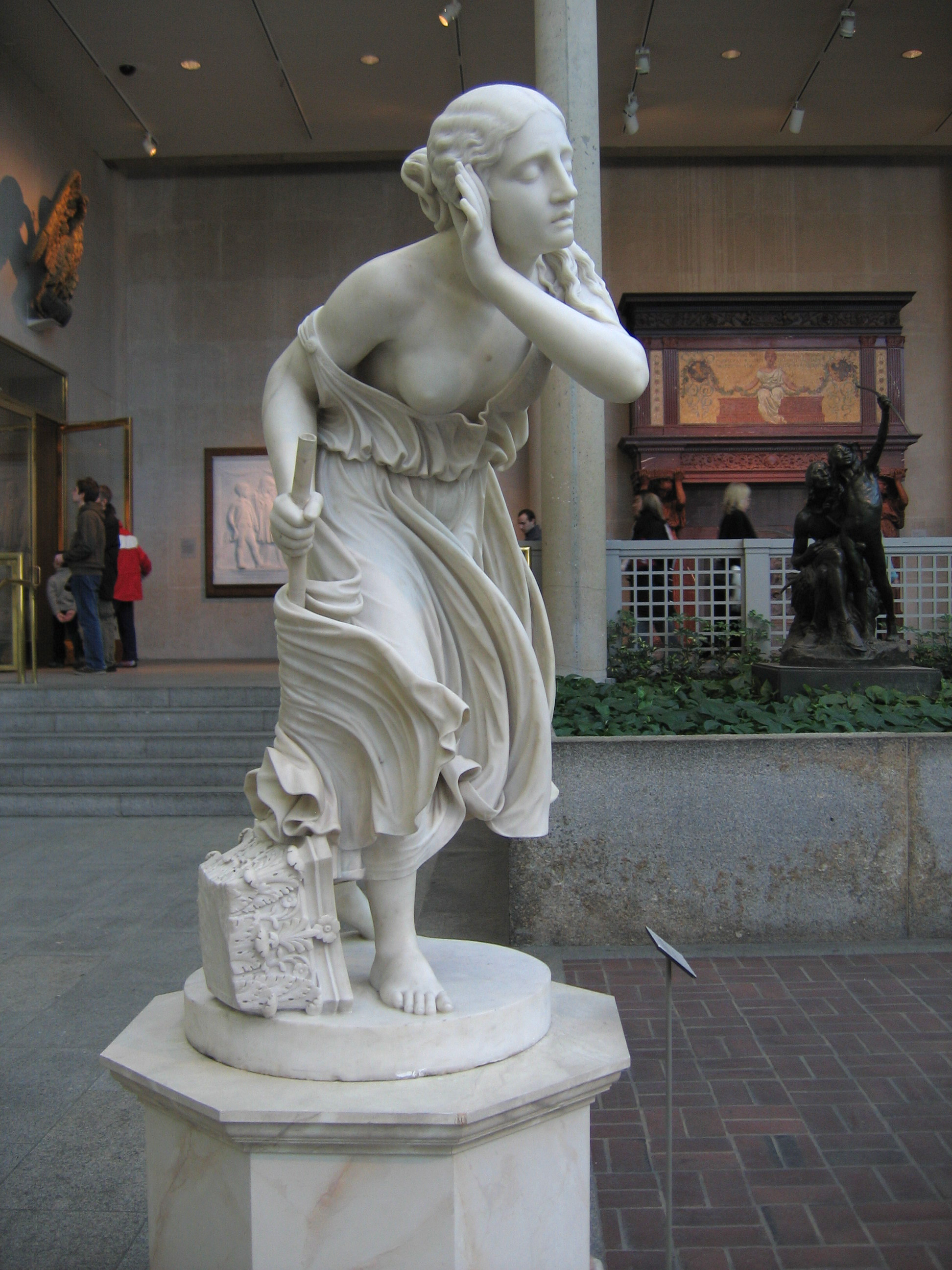
Randolph Rogers: Nídia, a florista cega de Pompéia, 1853-54. Metropolitan Museum of Art
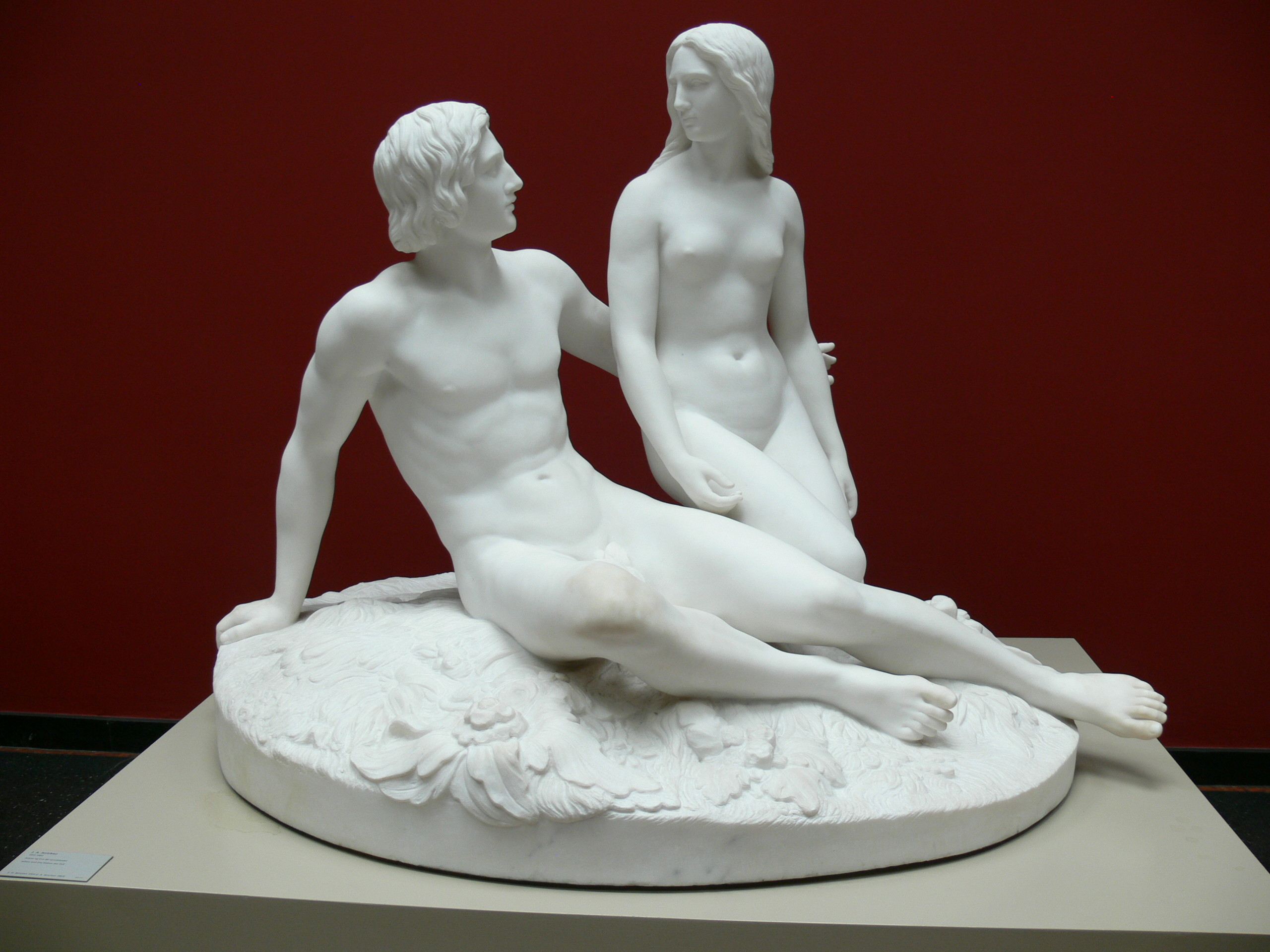
Jens Adolph Jerichau: Adão e Eva antes da queda, 1863. Gliptoteca Ny Carlsberg